# Леукипиде
Леукипиде су у грчкој митологији биле Леукипове кћерке. Њихова имена, као и имена њихових мужева, Диоскура су у вези са коњима („беле кобиле“).

## Митологија
Леукипиде су биле две месенијске принцезе које су од богова добиле бесмртност уз своје мужеве, Диоскуре. Њих су њихови мужеви отели, због чега су их Афарејеви синови, Ида и Линкеј исмевали пред Парисом како су то урадили без уобичајених дарова. Због тога су Диоскури Афареју украли говеда, како би их дали Леукипу. То је био узрок погибије Полидеука, једног од њих. Имена ових девојака; Феба („месечева светлост“) и Хилера („меки сјај“), блиско су повезана са звездама у сазвежђу близанаца где су њихови мужеви пренесени, након Полидеукове смрти, а такође су имена богиње месеца Селене која преко неба вози кочије у које су упрегнута два коња. Неки извори наводе још једну Леукипиду, Арсиноју.

## Култ
У Спарти је постојало светилиште посвећено Феби и Хилери, које су сматране Аполоновим кћеркама. Свештенице њиховог култа су такође називане Леукипидама.